# Klinttjärnarna (Edefors socken, Norrbotten, 733452-174727)
Klinttjärnarna är en sjö i Bodens kommun i Norrbotten och ingår i Luleälvens huvudavrinningsområde.